# 영화 목록/ㄷ
| #  | ㄱ  | ㄴ | ㄷ | ㄹ | ㅁ | ㅂ |
| ㅅ | ㅇ  | ㅈ | ㅊ | ㅋ | ㅌ | ㅍ |
| ㅎ | A~Z |    |    |    |    |    |

다음은 'ㄷ'자로 시작하는 영화 목록이다.

## 다-댸
- 다만 악에서 구하소서 (2020년)
- 다른나라에서 (2011년)
- 다세포 소녀 (2006년)
- 다운사이징 (2017년)
- 다운폴 (2003년)
- 다이하드 (1989년)
- 다이하드 2 (1990년)
- 다이하드 3 (1995년)
- 다이하드 4.0 (2007년)
- 다이하드: 굿 데이 투 다이 (2013년)
- 다즐링 주식회사 (2007년)
- 다크 나이트 (2008년)
- 다크 나이트 라이즈 (2012년)
- 다크타워: 희망의 탑 (2017년)
- 다키스트 아워 (2017년)
- 닥터 스트레인지러브 (1969년)
- 닥터 스트레인지 (2016년)
- 닥터 스트레인지: 대혼돈의 멀티버스 (2022년)
- 달마야 놀자 (2001년)
- 달빛궁궐 (2016년)
- 달콤한 인생 (2005년)
- 당신, 거기 있어줄래요 (2016년)
- 대부 (1972년)
- 대부 2 (1974년)
- 대부 3 (1990년)
- 대열차 강도 (1903년)
- 대탈주 (1963년)

## 더-뎨
- 더 게임 {2007년)
- 더 그레이 (2012년)
- 더 그레이트 월 (2016년)
- 더 라이트하우스 (2019년)
- 더 메뉴 (2022년)
- 더 문 (2009년)
- 더 배트맨 (2022년)
- 더 수어사이드 스쿼드 (2021년)
- 더 울버린 (2013년)
- 더 월 (2018년)
- 더 임파서블 (2012년)
- 더 킹 (2017년)
- 더 테러 라이브 (2013년)
- 더 테이블 (2017년)
- 더 퍼스트 슬램덩크 (2023년)
- 더 포리너 (2016년)
- 더 포스트 (2017년)
- 더 헌트 (2012년)
- 덕혜옹주 (2016년)
- 덤 앤 더머 (1994년)
- 덩케르크 (2017년)
- 데드 사일런스 (2007년)
- 데드 돈 다이 (2019년)
- 데드풀 (2016년)

## 도-됴
- 도가니 (2011년)
- 도둑들 (2012년)
- 도리를 찾아서 (2016년)
- 도리화가 (2015년)
- 도쿄! (2008년)
- 도쿄택시 (2010년)
- 독전 (2018년)
- 독전 2 (2023년)
- 돌아오지 않는 해병 (1963년)
- 동주 (2016년)
- 돼지가 우물에 빠진 날 (1996년)

## 두-듀
- 두사부일체 (2001년)

## 드-디
- 드라이브 마이 카 (2021년)
- 드래곤 길들이기 (2010년)
- 드래곤 길들이기 2 (2014년)
- 디스 이즈 디 엔드 (2013년)
- 디스트릭트 9 (2009년)
- 디어리스트 (2014년)
- 디워 (2007년)
- 디 인터뷰 (2014년)
- 디태치먼트 (2011년)
- 딥 임팩트 (1998년)

## 따-띄
- 뜨거운 것이 좋아 (1959년)